# Gut Rohlstorf

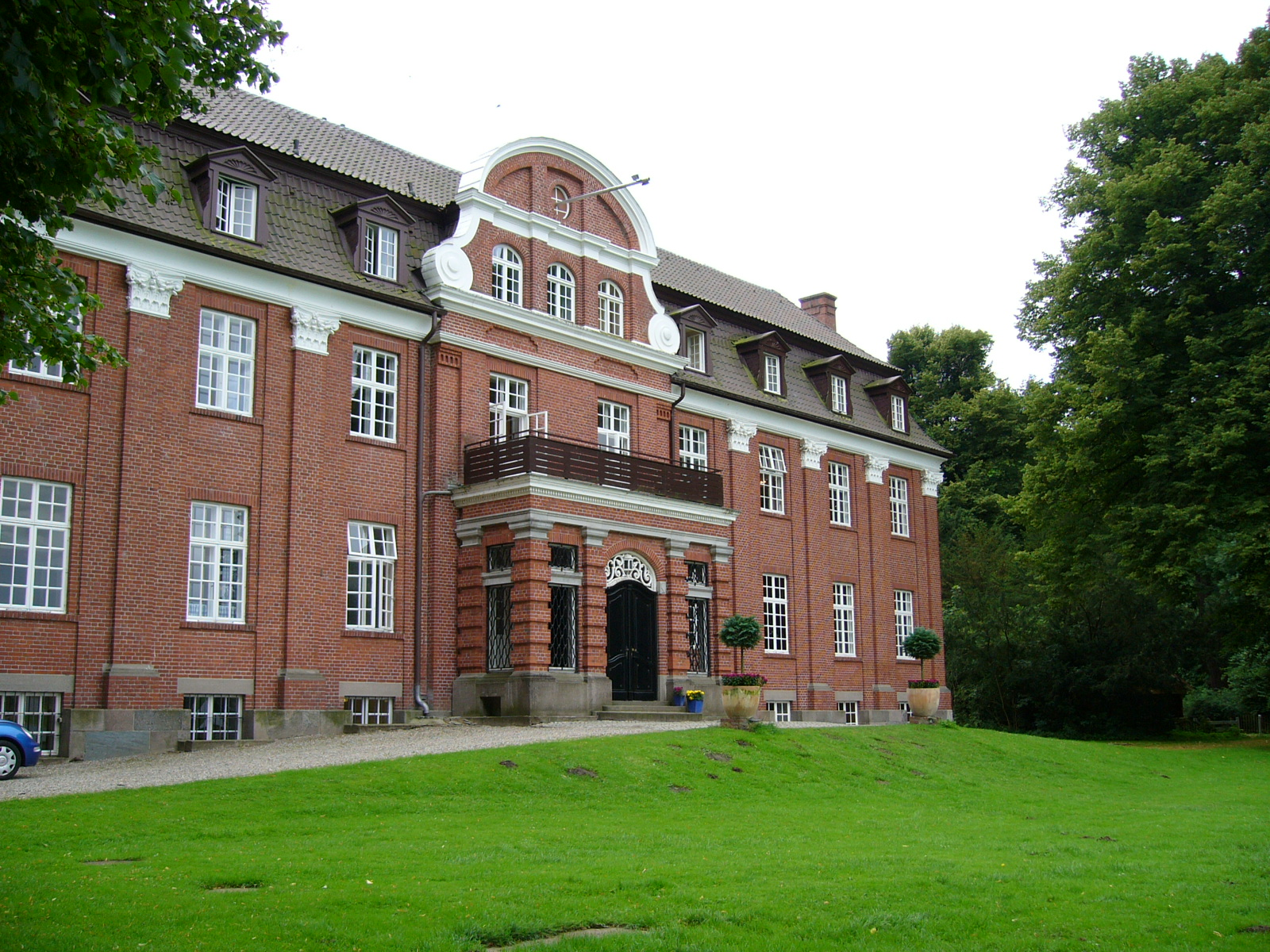
Das Herrenhaus auf Gut Rohlstorf, Blick auf die seewärts gerichtete Nordfassade

Das Gut Rohlstorf liegt direkt am Wardersee in der Gemeinde Rohlstorf, einige Kilometer östlich von Bad Segeberg in Schleswig-Holstein. Das neobarocke Herrenhaus des im 16. Jahrhundert errichteten Guts dient heute als sogenanntes Internat Schloss Rohlstorf.

## Geschichte des Guts

### Geschichtlicher Überblick
Das Adlige Gut Rohlstorf wurde Anfang des 16. Jahrhunderts begründet. Es befand sich zu der Zeit im Besitz der ritterlichen Familie von Wensin, die auch auf dem Gut Wensin ansässig waren, das Rohlstorf gegenüber am anderen Ufer des Wardersees liegt. 1601 wurde das Gut Rohlstorf durch Gottsche von Wensin († 1639) an den dänischen König Christian IV. verkauft, der es 1614 als Lehen an seinen General Christer Somme übergab. Der General wurde vier Jahre später ermordet und Rohlstorf ging als Versorgungsgut anschließend an den unehelichen Sohn des Königs, Ulrich Christian Gyldenlöve. Ab 1625 wechselten die Besitzer mehrfach, 1661 geriet das Gut dann an die Familie Brockdorff, die hier bis weit ins 18. Jahrhundert verblieb. Auf die Brockdorff folgten wieder wechselnde Eigentümer. 1846 ging das Gut an Kuno zu Rantzau-Breitenburg über. Nach seinen Plänen wurde zu dieser Zeit ein neues Herrenhaus im Stil der Neogotik errichtet. Zu Ende des 19. Jahrhunderts wurde Gut Rohlstorf von Ferdinand Eduard von Stumm für seinen zweitgeborenen Sohn Herbert von Stumm erworben. 1908 umfasste das Gut 1500 Hektar. Die Familie von Stumm ließ nach einem Brand ab 1912 das heutige Herrenhaus errichten und verblieb bis zum Ende des Zweiten Weltkriegs auf Rohlstorf. Das Herrenhaus wurde 1945 von der britischen Armee beschlagnahmt und diente anschließend der Unterbringung von Flüchtlingen. 1962 wurde auf dem Gut das Internat "Seehorst" begründet. Das Herrenhaus diente von da an der Unterbringung der Schüler, ein früheres Verwaltergebäude wurde zum neuen Gutshaus umgestaltet.

### Gegenwart
Gut Rohlstorf befindet sich seit 1992 wieder im Besitz einer Rantzauer Linie. Die klassische Aufteilung der Gutsanlage, bestehend aus Herrenhaus und Wirtschaftshof, hat sich durch die heutige Nutzung gewandelt, das Herrenhaus steht dem Internatsbetrieb zur Verfügung und einige der Nebengebäude wurden zu privaten Wohnhäusern umgestaltet. Auf Gut Rohlstorf wird auch weiterhin Landwirtschaft betrieben, von den ca. 1100 Hektar großen Ländereien sind rund 600 Hektar Ackerfläche.
Das Herrenhaus ist bedingt durch seine Funktion als Schulgebäude für die Öffentlichkeit üblicherweise nicht zugänglich. Ausnahmen bilden regelmäßige Tage der offenen Tür und verschiedene Veranstaltungen, wie von den Schulen inszenierte Theatervorführungen.
Seit 2004 wird die Bildungseinrichtung ehrenamtlich geleitet von der Ehefrau des Reeders Heinrich von Rantzau, Annette von Rantzau.

## Baulichkeiten

### Das Herrenhaus
Das Herrenhaus ist auch als Schloss Rohlstorf bekannt; da zu den Besitzern des Guts in der Vergangenheit auch das dänische Königshaus zählte, ist diese Bezeichnung ebenfalls möglich, auch wenn Rohlstorf nicht als königliche Residenz gedient hat. Das heutige Herrenhaus ist das dritte Gebäude an dieser Stelle. Ein erstes Herrenhaus wurde für den von Kuno Rantzau entworfenen Neubau des 19. Jahrhunderts abgerissen. Dieses zweite Haus war ein mehrflügeliges Gebäude mit einem Aussichtsturm, es war im Stil der Neogotik gestaltet und wurde für das heutige Schloss Rohlstorf zu Beginn des 20. Jahrhunderts bereits wieder abgetragen.
Das aus Backstein errichtete, zweigeschossige Herrenhaus von 1912 ist in seiner neobarocken Ausführung ein Spätwerk des Historismus in Schleswig-Holstein. Es ist in seiner baulichen Gestaltung und seinen Proportionen direkt vom nicht weit entfernten Herrenhaus auf Gut Pronstorf beeinflusst, das als eines der Hauptwerke der Barockarchitektur in Holstein gilt. Insbesondere die südwärts gerichtete Hoffassade imitiert das Pronstorfer Vorbild. Wie dort ragen zwei doppelachsige Seitenrisalite aus der Fassade, deren Mitte von einem Giebel betont wird – in Pronstorf durch einen dreieckigen Frontispiz, in Rohlstorf durch einen mit Voluten geschmückten Segmentgiebel. Beide Gebäude sind mit umlaufenden Pilastern in Kolossalordnung gegliedert und mit einem Mansarddach gedeckt. Die nördliche Fassade des Rohlstorfer Herrenhauses ist auf den Wardersee gerichtet und verzichtet auf die flügelartigen Risalite. Der Gebäudemitte mit dem Portal ist hier ein dreiachsiger Altan vorangestellt, der Giebel gleicht dem der Südfassade.
Die Innenräume des Schlosses waren ursprünglich im historistischen Stil der Jahrhundertwende gestaltet. Da der Bau schon seit vielen Jahren als Internatsgebäude, und nicht mehr als herrschaftliches Gutshaus dient, ist es in seiner Ausstattung dem heutigen Zweck dienlich eingerichtet. Es beherbergt die Wohnräume der rund 70 Schüler. Seit 2010 gibt es auf dem Gutsgelände auch eine Schule. Die Annette von Rantzau-Gemeinschaftsschule beschult ca. 90 Schüler und Schülerinnen in den Klassenstufen 5–10. Davon lebt der Großteil im Internat, einige wohnen aber auch in den benachbarten Dörfern.

### Umgebung
Das Gut wird über eine rund zweihundert Jahre alte und ein Kilometer lange Lindenallee erreicht. Die historische Pflasterung der Auffahrt ist weitgehend erhalten und steht unter Denkmalschutz. Südöstlich des Herrenhauses befindet sich der Wirtschaftshof, der noch heute Teil des Gutsbetriebs ist. Der Hof wird von typischen Wirtschaftsgebäuden, wie Scheunen und Ställen, gebildet. Frühere Verwalter- und Bedienstetenhäuser dienen heute als Wohngebäude, die einstige Remise wurde zum neuen Gutshaus ausgebaut. In einem der Wirtschaftsgebäude befindet sich seit 2010 die Annette-von-Rantzau-Gemeinschaftsschule. Von den übrigen Bauten ist besonders der einstige Speicher mit seinem hohen Treppengiebel hervorzuheben, der in seinen ältesten Teilen noch aus dem 16. Jahrhundert stammt. Der einstige Landschaftspark diente heute dem Internatsbetrieb als Erholungsfläche.